# Милитаризм в Баасистской Сирии

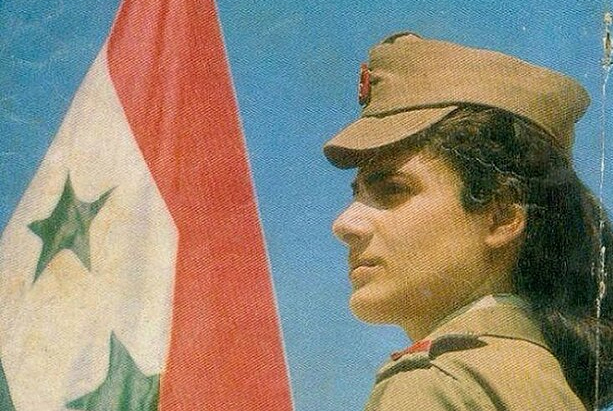
Женщина, служащая в Сирийской Арабской Армии, на обложке Кувейтского журнала, 1969

Милитаризм был очень частым и распространенным явлением в Баасистской Сирии. К 1990-м годам Сирия была одним из самых милитаризованных государств на планете. Партия Баас продвигала крайне милитаристскую и военную пропаганду повсюду - в телевидении, газетах, радиопередачах, а так же в религиозных учреждениях и особенно школах.

## Доминация армии в Сирии
В 1963 году в Сирии прозошел успешный военный переворот - власть захватила социалистическая партия Баас. Внутри партии было много разногласий: она была поделена между умеренными баасистами и радикальной фракцией, которые стали известны как "необаасисты". В конечном итоге этот раскол привел к новому перевороту в 1966 году - после него необаасистская фракция, тогда под руководством генерала Салаха Джадида, окончательно взяла всю власть в стране. Позже они провели массовые чистки "старой гвардии" чтобы укрепить свою тоталитарную власть. Захват власти привел к постоянному расколу баасистского движения.
Идеология необаасизма, являвшаяся основой Сирийского государства вплоть до падения баасизма в 2024 году, была крайне радикальной. Будучи под воздействием марксистских школ, Салах Джадид и его приближенные проводили крайне левую политику, поддерживая соответствующие доктрины (такие как революционный социализм). Так же необаасисты были ярыми сторонниками милитаризма. Джадид продвигал маоистскую стратегию "народной войны" против Сионизма - по этой причине во время его правления Сирия выделяла огромные обьемы поддержки палестинским федаинам. Так же, по его мнению, чтобы увеличить эффективность Сирийской Армии, надо сильно увеличить обьем пропаганды в ней. Помимо этого, Джадид уделял большое внимание мухабарату: его правление началось с реорганизации и расширения всех сирийских спецслужб.